# Silbo Gomero
Silbo Gomero (špansko silbo gomero [ˈsilβo ɣoˈmeɾo], Gomeransko žvižganje), znan tudi kot el silbo ('žvižg'), je žvižgajoča sporazumevanje španščine, ki so ga uporabljali prebivalci La Gomere na Kanarskih otokih in se je v zgodovini uporabljal za sporazumevanje čez globoke grape in ozke doline, ki se širijo skozi otok. Omogočal je izmenjavo sporočil na razdalji do pet kilometrov. Zaradi svoje glasnosti se Silbo Gomero običajno uporablja za javno komunikacijo. Posredovana sporočila segajo od vabil na dogodke do obvestil za obveščanje javnosti. Govorca Silbo Gomera včasih imenujejo silbador ('žvižgač').
Silbo Gomero je prevod španščine iz govora v žvižganje. Ta ustna zamenjava fonema z žvižganjem fonema posnema špansko fonologijo z zmanjšanim naborom žvižganih fonemov. Leta 2009 ga je UNESCO razglasil za mojstrovino ustne in nematerialne dediščine človeštva.

## Zgodovina
Malo je znanega o izvirnem jeziku Gvančev ali jezikih Kanarskih otokov, vendar se domneva, da je moral biti njihov fonološki sistem dovolj preprost, da je omogočal učinkovit jezik žvižganja.  Uporabljali so ga prvotni prebivalci otoka, Gvanči, jezik žvižganja je obstajal pred prihodom španskih naseljencev in se je govoril tudi na el Hierru, Tenerifu in Gran Canarii. Silbo je bil prilagojen španščini med špansko naselitvijo v 16. stoletju in je bil razširjen v celotnem obdobju do naslednjega 17. stoletja. Leta 1976 je Silbo komaj ostal na el Hierru, kjer je cvetel ob koncu 19. stoletja. Uporaba jezika se je v 1920-ih zmanjšala, eden od dejavnikov je bil gospodarski upad, zaradi katerega so se številni govorci odselili v iskanju boljših služb. Tehnološki razvoj, kot je telefon, je prispeval k zmanjšanju praktičnosti in uporabnosti jezika. Prejšnje preživetje jezika je bilo posledica njegove vloge pri premagovanju razdalje in terena, poleg lahkote, s katero se ga naučijo domači govorci. Najpomembneje je, da se je od 1960-ih do 1980-ih veliko ljudi odvrnilo od kmetijstva in toliko družin srednjega razreda ni želelo, da bi njihovi otroci govorili jezik, saj je bil negativno povezan s podeželskimi kmeti.
V poznih 1990-ih so se začela prizadevanja za revitalizacijo jezika in pobude znotraj skupnosti. Do leta 1999 so izobraževalne politike in drugi zakonodajni ukrepi pospešili revitalizacijo Silbo Gomera. Zdaj ima uradno zaščito kot primer nesnovne kulturne dediščine.

## Govorci
Veliko ljudi na La Gomeri govori jezik Silbo Gomero, vendar njihov izraz jezika nekoliko odstopa, kar kaže na izvor govorca. Po poročilu Unesca iz leta 2009 vsi prebivalci La Gomere razumejo jezik, vendar ga lahko govorijo le tisti, rojeni pred letom 1950, in mlajše generacije, ki so obiskovale šolo od leta 1999. Tiste, rojene pred letom 1950, so jezika učili starejši na domu, tiste, ki so obiskovali ali obiskujejo šolo od leta 1999, pa so se ga formalno učili v šoli. Tisti, rojeni med letoma 1950 in 1980, razumejo jezik, vendar ga ne znajo govoriti, saj je bil jezik v času njihovega usvajanja jezika komajda uporabljen in nanj negativno gledano.

### Revitalizacija
Ko je bil ta komunikacijski medij v poznem 20. stoletju ogrožen, so se začela prizadevanja za oživitev tako na ravni skupnosti kot na ravni vlade. Kombinacija pobud skupnosti La Gomere in politik, ki so jih izvajale oblasti, je omogočila revitalizacijo Silba Gomera in njegovo ohranitev kot kulturno dobrino. Ta prizadevanja za revitalizacijo je UNESCO dobro dokumentiral kot del postopka za izbor Reprezentativnega seznama nesnovne kulturne dediščine človeštva za leto 2009.

### Pobude skupnosti
V želji, da bi Silbo Gomero ohranili za mladino otoka, so strokovnjaki žvižgači poskušali pridobiti dovoljenje, ki jim je omogočilo brezplačno in prostovoljno poučevanje jezika v posebnem centru. Ta pobuda starejših otočanov je požela spodbudne odzive, združenja staršev in učiteljev pa so jo razširila na vse šole. Prvi od številnih revitalizacijskih ukrepov je bil tako sprejet na lokalni ravni, ne s strani javnih ali zasebnih subjektov, kar je odražalo odnos domačinov do Silba Gomera. Izobraževalne politike, ki so bile izvedene pozneje, so bile navdihnjene kot take: revitalizacija se je začela pri množici in se stopnjevala do najvišjih vladnih organov.

### Vladne politike
26. junija 1997 je parlament Kanarskih otokov odobril predlog, ki poziva vlado, naj Silbo Gomero vključi v šolski kurikulum. Silbo Gomero je nato od julija 1999 postal obvezen predmet v osnovnem in srednjem izobraževanju. Deželna vlada je podpirala njegovo izvajanje izobraževalne politike in tudi vzpostavitev formaliziranega učnega načrta Silbo Gomero z objavo El Silbo Gomero, Materiales didácticos ( Izobraževalno gradivo o Silbo Gomeru).
Poleg obveznega učenja Silbo Gomero na primarni in sekundarni ravni je bila ustanovljena otoška šola Silbo Gomero za višješolske študente, ki želijo nadaljevati usposabljanje v Silbo Gomero, dokler ne postanejo akreditirani poklicni inštruktorji. Učenci otoške šole si prizadevajo, da bi bili sposobni poučevati Silbo Gomero ne le svojim sodržavljanom, temveč tudi turistom, ki obiščejo La Gomero. To olajša trajnost revitalizacije in deluje tudi v smeri vzdrževanja jezika.
Nato je Ministrstvo za izobraževanje, univerze, kulturo in šport Kanarskih otokov razvilo načrt usposabljanja osebja, da bi zagotovilo, da bodo lahko starejše strokovne žvižgače v bližnji prihodnosti nadomestili usposobljeni strokovni učitelji z ustreznimi diplomami. To je vključevalo zagotavljanje tečajev usposabljanja za znanje in poučevanje Silbo Gomero. Načrt usposabljanja se je začel izvajati leta 2007, v njem pa je sodelovalo 18 učiteljev.
Poleg izvajanja izobraževalnih politik so si oblasti prizadevale okrepiti tudi korpus Silbo Gomero z razvojem projekta za digitalizacijo vsega posnetega zvočnega gradiva. Opravljena je bila tudi lokalna, nacionalna in svetovna distribucija dokumentarnih filmov o Silbo Gomero. Vlada je tudi dvignila status Silba Gomera, tako da ga je prek Sveta za nacionalno zgodovinsko dediščino izbrala za predstavnika Španije pri nominacijah za vključitev na Reprezentativni seznam nesnovne kulturne dediščine človeštva za leto 2009.

## Kulturna dediščina
Člani skupnosti Gomeranov cenijo Silbo Gomero kot del identitete otoka in uporabljajo jezik žvižganja v tradicionalnih obredih in praznovanjih na otoku. Te vključujejo bajade, procesije, posvečene Devici ali zavetnikom skupnosti.
15. marca 1999 je bil Silbo Gomero razglašen za del zgodovinske etnografske dediščine Kanarskih otokov. V La Gomeri so slovesno odprli tudi vsakoletno praznovanje Šolska srečanja s Silbo Gomero. Leta 2005 so v narodnem parku Garajonay postavili spomenik Silbo Gomero.

## Turizem
Silbo Gomero ne uporabljajo samo Gomerani; obiskovalci otoka so mu lahko izpostavljeni tudi v restavracijah, ki nudijo demonstracije za turiste. Minister za turizem La Gomera Fernando Mendez je dejal, da je žvižganje bistvenega pomena za turistično industrijo La Gomere.

## Lastnosti
Trajanje: 58 sekund.0:58
Imate težave pri predvajanju te datoteke? Glejte pomoč za medije.
Glede na različne študije ima Silbo Gomero med dvema in štirimi samoglasniki ter med štirimi in desetimi soglasniki. Je žvižgana oblika narečja kanarske španščine. Silbo zamenja vsak samoglasnik ali soglasnik s piskajočim zvokom. Žvižge ločimo po višini in kontinuiteti. Tako kot pri drugih žvižganih oblikah netonalnih jezikov, Silbo deluje tako, da ohranja približno artikulacijo običajnega govora, tako da se »različice tembra govora pojavljajo v preobleki razlik v višinah«.
Silbo Gomero je kompleksen jezik, ki se ga je treba naučiti, saj njegove tehnike žvižganja zahtevajo fizično natančnost in moč delov telesa, ki se uporabljajo za ustvarjanje jezika, ki ga je mogoče pridobiti le z vajo. Silbo Gomero uporablja jezik, ustnice in roke, kar se močno razlikuje od običajnega jezika, ki uporablja ustno votlino za mešanje in kontrast več akustičnih frekvenc. Nasprotno pa je žvižgajoči mehanizem omejen na eno samo osnovno višino med 1000 in 3000 herci. Fizična natančnost prihaja iz zmožnosti žvižgača, da spreminja frekvence pri različnih hitrostih ter začne in ustavi proizvodnjo zvočnih valov. Ta tehnika se je izročila v skupnosti La Gomera z nespremenjenimi metodami poučevanja, ki izvirajo iz poznega 19. stoletja. Ista višina lahko predstavlja veliko zvokov, zato ima Silbo veliko manj fonemov kot španščina. To pomeni, da je komunikacija lahko dvoumna; kontekst in izbira besed sta pomembna za učinkovito komunikacijo.

### Samoglasniki
Samoglasniki Silba Gomera so v grobem opisani kot trajne črte visoke in nizke frekvence, ki se med seboj razlikujejo.
| Višina tona      | Splošna predstavitev | Predstavljeni samoglasniki govorjenega jezika |
| ---------------- | -------------------- | --------------------------------------------- |
| Visoka frekvenca | /i/                  | /i/ and /e/                                   |
| Nizka frekvenca  | /a/                  | /a/, /o/, /u/                                 |

Visokofrekvenčni /i/ predstavlja samoglasnike /i/, /e/ govorjenega jezika, ki ga žvižgajo, medtem ko nizkofrekvenčni žvižg /a/ predstavlja samoglasnike /a/, /o/, /u/. Rečeno je, da ni mogoče proizvesti nobenega samoglasnika z vmesnimi frekvencami, ker žvižgajoči mehanizem nima enakih funkcij kot vokalni mehanizem. Leta 1978 je Ramón Trujillo z univerze La Laguna teoretiziral, da ima Silbo Gomero samo dva samoglasnika. Njegovo delo, ki vsebuje skoraj 100 spektrogramov, ugotavlja, da ima jezik dva samoglasnika in štiri soglasnike. V Trujillovem delu je Silbovim samoglasnikom dana ena lastnost, in sicer visoka ali nizka višina. Toda novejša študija daje statistično analizo Silbovih samoglasnikov, ki kaže, da se štirje samoglasniki statistično razlikujejo v produkciji in zaznavi. Leta 2005 je Annie Rialland z Univerze Paris III: Sorbonne Nouvelle objavila akustično in fonološko analizo Silbo na podlagi novih materialov, ki je pokazala, da pri razločevanju Silbovih zvokov ne igrajo le drseči toni, ampak tudi modulacija jakosti.
Trujillovo sodelovanje iz leta 2005 z gomeranskim žvižgačem Isidrom Ortizom in drugimi revidira njegovo prejšnje delo in ugotovi, da so dejansko zaznani štirje samoglasniki in podrobno opisuje področja razhajanj med njegovimi empiričnimi podatki in Classejevimi fonetičnimi hipotezami.:63 Kljub Trujillovemu delu iz leta 2005, ki priznava obstoj štirih samoglasnikov, njegovo dvojezično delo iz leta 2006 El Silbo Gomero. Nuevo estudio fonológico nerazložljivo ponavlja svojo teorijo dveh samoglasnikov. Trujillovo delo iz leta 2006 neposredno obravnava številne Riallandove zaključke, vendar se zdi, da v času tega pisanja ni poznal Meyerjevega dela.
Meyer predlaga, da obstajajo štirje razredi samoglasnikov: /i/, /e/, /a/, /u, o/. Toda Meyer tudi pravi, da obstaja pet zaznanih samoglasnikov s precejšnjim prekrivanjem. Rialland in Trujillo se strinjata, da se harmonija žvižga ujema z drugim formantom izgovorjenih samoglasnikov. Izgovorjeni /a/ F2 in žvižgani /a/ H1 se ujemata po frekvenci (1480 Hz). Toda v bližini frekvenčne kleti obstaja nepovezanost v harmonikih in formantih. Govorjeni govor ima širok razpon frekvenc F2 (790 Hz do 2300 Hz), vendar so žvižgi omejeni na med 1200 in 2400 Hz. Samoglasniki so zato pomaknjeni navzgor na spodnjem koncu (ohranjajo 1480 Hz kot /a/), kar povečuje zmedo med /o/ (izgovorjena frekvenca F2 890 Hz, žvižgana <1300 Hz) in /u/ (izgovorjena frekvenca 790 Hz, žvižgana < <1300 Hz). Pri žvižganju je treba frekvenčno osnovo dvigniti na najmanjšo harmonično piščalko 1000 Hz, kar zmanjša frekvenčni razmik v samoglasnikih, kar poveča napačno identifikacijo nižjih samoglasnikov.

### Soglasniki
Soglasniki Silbo Gomero so modifikacije 'melodične linije' ali 'vokalne linije', ki temelji na samoglasniku. Lahko se dvignejo ali spustijo in se lahko spremenijo tako, da so zlomljeni, neprekinjeni ali okluzivni. Štirje glavni soglasniki v zdaj večinoma razkriti in ovrženi analizi iz leta 1978 so bili napačno navedeni kot sledi:
| Višina tona            | Splošna predstavitev | Predstavljeni soglasniki govorjenega jezika |
| ---------------------- | -------------------- | ------------------------------------------- |
| neprekinjen visok ton  | ⟨y⟩                  | /l/, /ʎ/, /n/, /ɲ/, /ɾ/, /r/, /d/ in /j/    |
| zlomljena visok ton    | ⟨ch⟩                 | /t͡ʃ/, /t/, /s/                              |
| neprekinjeno nizek ton | ⟨g⟩                  | /ɡ/, /b/, /m/, /j/ in /h/                   |
| zlomljen nizek ton     | ⟨k⟩                  | /k/ in /p/                                  |

Dokumentacija na uradni strani Silbo Gomero na spletni strani Unesca je v skladu s Trujillovo študijo iz leta 1978. Trujillo je predlagal, da so soglasniki bodisi dvigi ali padci v 'melodični liniji', ki je lahko prekinjena ali neprekinjena. Nadaljnja študija, ki sta jo izvedla Meyer in Rialland kaže, da so samoglasniki ogoljeni v svoj inherentni razred zvoka, ki se v žvižgu sporoča na te načine: glas (/k/ proti /ɡ/) se prenaša s funkcijo žvižganja [-kontinuiteta]. Tihi premor v žvižgu sporoča [+glas] (/ɡ/), medtem ko [+zvezni] soglasnik daje kakovost [-glas] (/k/). Postavitev soglasnika (zobni, palatalni, frikativni) se v žvižganju prenaša z mestom, ostrino ali hitrostjo prehodov formantov med samoglasniki. Razredi soglasnikov so poenostavljeni v štiri razrede. Izjemno visoki lokusi (blizu navpičnega formanta lokusi) označujejo afrikate in strmeče, dvigajoči se lokusi označujejo alveolarne, medialni (lokusi tik nad samoglasniškim formantom) označujejo palatalne in padajoče (nizki lokusi) označujejo faringealne, labialne in frikativne. To daje osem žvižgajočih soglasnikov, vendar vključno s postopnim upadanjem tona (s padanjem intenzivnosti) kot značilnostjo neprekinjenih in prekinjenih zvokov daje 10 soglasnikov. V teh situacijah je postopno razpadanje podano [+glas], neprekinjeno pa [+tekočina].
Predstavitev /s/ se v Silbu obravnava kot prekinjen visok tonski soglasnik, čeprav je v govorjenem jeziku /s/ neprekinjen visok soglasnik. Obstajata dva razloga za to anomalijo. Prvič, v funkcionalnem smislu je /s/ visokofrekvenčen in zato izjemno uporaben. Drugič, ker neprekinjeni visoki soglasnik Silba že predstavlja številne druge soglasnike govorjenega jezika (/l/, /ʎ/, /n/, /ɲ/, /ɾ/, /r/, /d/ in / ʝ/), bi bilo zelo zmedeno dodati na ta seznam. Ker torej prelomljeni visoki soglasnik ne predstavlja v celoti /t͡ʃ/ in /t/, lahko predstavlja pogosto uporabljeni /s/.

### Kognitivne lastnosti
Študije so pokazale, da govorci Silbo Gomero zapis žvižganja obdelajo na enak način kot standardni govorjeni jezik. Študije Manuela Carreirasa z Univerze La Laguna in Davida Corine z Univerze v Washingtonu, objavljene leta 2004 in 2005, vključujejo dve udeleženi skupini špansko govorečih. Ena skupina je govorila silbo, ena pa ne. Rezultati, dobljeni s spremljanjem možganske aktivnosti udeležencev s funkcionalnim slikanjem z magnetno resonanco, kažejo, da medtem ko tisti, ki ne govorijo jezika Silbo, le obdelajo jezik Silbo kot žvižganje, govorci jezika Silbo obdelajo zvoke v istih jezikovnih centrih možganov, kot obdelajo španske stavke.

## Drugo
Filmska ustvarjalka in fotografinja Francesca Phillips je napisala in režirala 26-minutni dokumentarec o uporabi Silba Gomera na La Gomeri, Zapisano v vetru (2009). Film je leta 2010 prejel nagrado za najboljši kratki dokumentarec v antropologiji na svetovnem festivalu dokumentarnega filma o gorah v mestu Činghaj na Kitajskem.
Romunski filmski ustvarjalec Corneliu Porumboiu je režiral film iz leta 2019 The Whistlers, v katerem Silbo igra vidno vlogo.
Francoska pevka Féloche je Silbo posvetila pesem.
Obstajajo še drugi primeri prenosa ustnega naravnega jezika v tonski niz. Pri hitrem govorjenju se jorubski samoglasniki asimilirajo in soglasniki izginejo, tako da jezikovne informacije prenaša sistem tonov, ki jih je zato mogoče prenesti v govoreče bobne.